# Kambarka
Kambarka – miasto w Rosji, w Udmurcji. W 2010 roku liczyło 11 021 mieszkańców.